# Palais Nurullabai
Le palais Nurullabai est un monument architectural situé à Khiva, en Ouzbékistan. Il fut autrefois la salle de réception officielle d'Asfandiar Khan (XXe siècle). Ce palais-jardin est construit par le Khan de Khiva, Muhammad Rahim Khan II, pour son fils Asfandiar Khan. Il est appelé palais de Nurullabai car il a été construit à la place du jardin d'une personne portant ce nom.

## Histoire
Les plans du palais sont dessinés dans les années 1890. En raison du manque d'espace dans l'Itchan Kala, le palais est construit sur le site d'un ancien jardin situé en dehors du centre-ville, dans le nord-ouest de Khiva. Avant le début de la construction, le jardin appartient à un riche marchand nommé Nurullabai, qui accepte de vendre sa propriété à la condition que le palais qui serait construit porte son nom à l'avenir. C'est pourquoi le palais porte toujours le nom du marchand.
La construction du palais de Nurullabai commence en 1904 et se poursuit pendant le règne d'Asfandiar Khan après la mort de Muhammad Rahim Khan II en 1910. Outre les artisans et artistes de Khiva, des spécialistes venus de Russie et d'Allemagne participent également à la construction et influencent la conception de l'objet. Certains des matériaux de construction, notamment des carreaux et des céramiques produits à Saint-Pétersbourg, sont importés. Après la mort de son père en 1912, Asfandiyar Khan fait construire un bâtiment séparé dans le complexe pour recevoir les invités étrangers.
Le palais est achevé en 1912, deux ans après la mort de Muhammad Rahim Khan. Par la suite, ce bâtiment est utilisé par le khan et sa famille comme résidence jusqu'à l'établissement de la République soviétique populaire du Khorezm en 1920.
Plus récemment, une attention particulière est accordée à la préservation de l'objet, et les travaux de reconstruction sont achevés en 2017.

## Architecture
Le palais de Nurullabai se compose de 9 grandes et petites pièces, d'un pavillon d'entrée, d'un palais, d'une salle de réception, d'une médersa, d'une résidence pour les serviteurs, d'un jardin et de cours avec des jardins de fleurs. Le complexe (185,6 x 143,0 m) est accessible depuis la porte par un pont construit au-dessus d'un fossé du côté sud du palais. Il y a plusieurs pièces dans le couloir du pavillon d'entrée. Le palais a une forme rectangulaire (87,1 x 65,0 m), comporte 4 cours intérieures et est entouré d'un mur fortifié (hauteur de 7,5 m) avec des tourelles. Il y a des pièces à deux étages dans la 3e cour intérieure et des pièces à un étage dans la cour sud-ouest. Le pavillon d'entrée principal est relié à la médersa et à la résidence. La grande cour occupe la partie nord-ouest du palais. Il y a un puits dans la cour.
La salle de réception (27,5 x 32,1 m) a été construite dans le nord-est du palais dans un style européen unique. La façade est orientée vers le sud. Elle comporte un étage et 7 pièces. Il y a également des vérandas à l'avant et à l'arrière de la salle de réception.
La façade de la médersa est orientée vers l'est. Dans le coin sud-est, on trouve une mosquée à deux étages avec 4 colonnes, tandis qu'une véranda se situe dans le coin nord-ouest. Autour de la cour, on trouve des salles de classe et des chambres. Les murs extérieurs et les 4 coins sont décorés de briques cuites et de carreaux ornés de motifs.
Le jardin est adjacent au palais et est entouré d'un haut mur fortifié avec des tourelles. Il y a des portes sur trois côtés du jardin, deux portes sont reliées au palais et celle de l'est est reliée à la salle de réception. Au milieu du jardin se trouve une piscine octogonale.

## Galerie

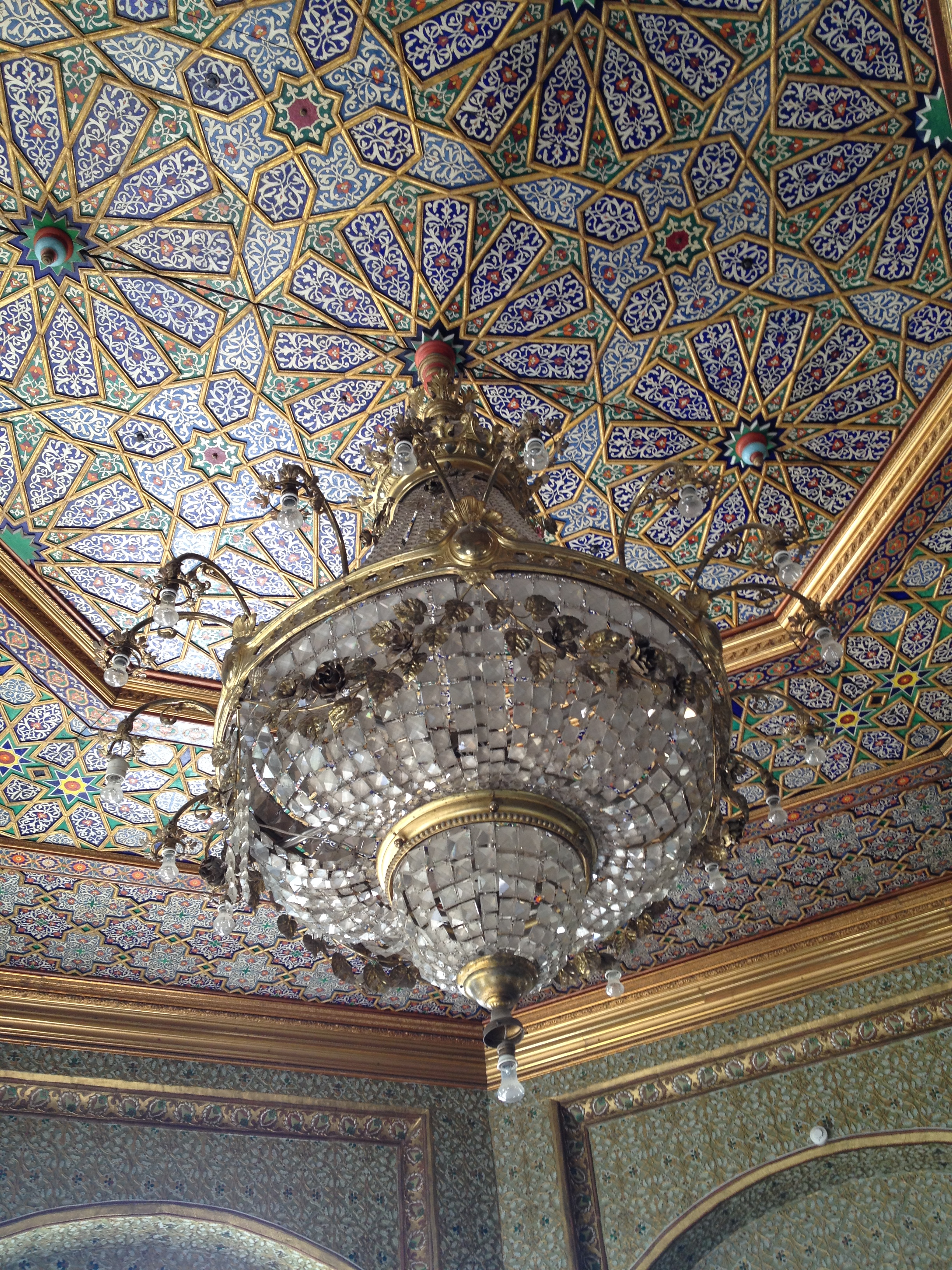
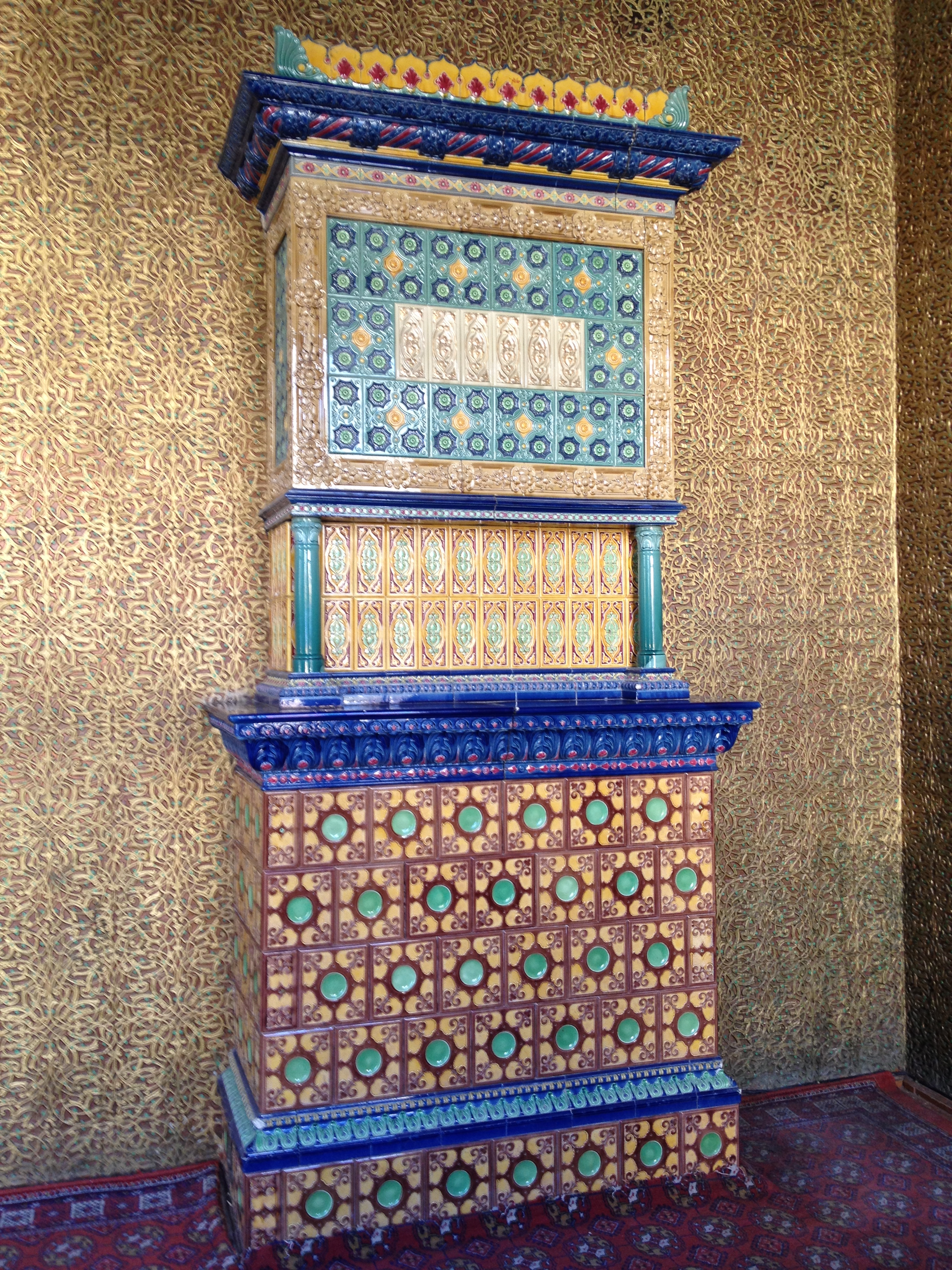
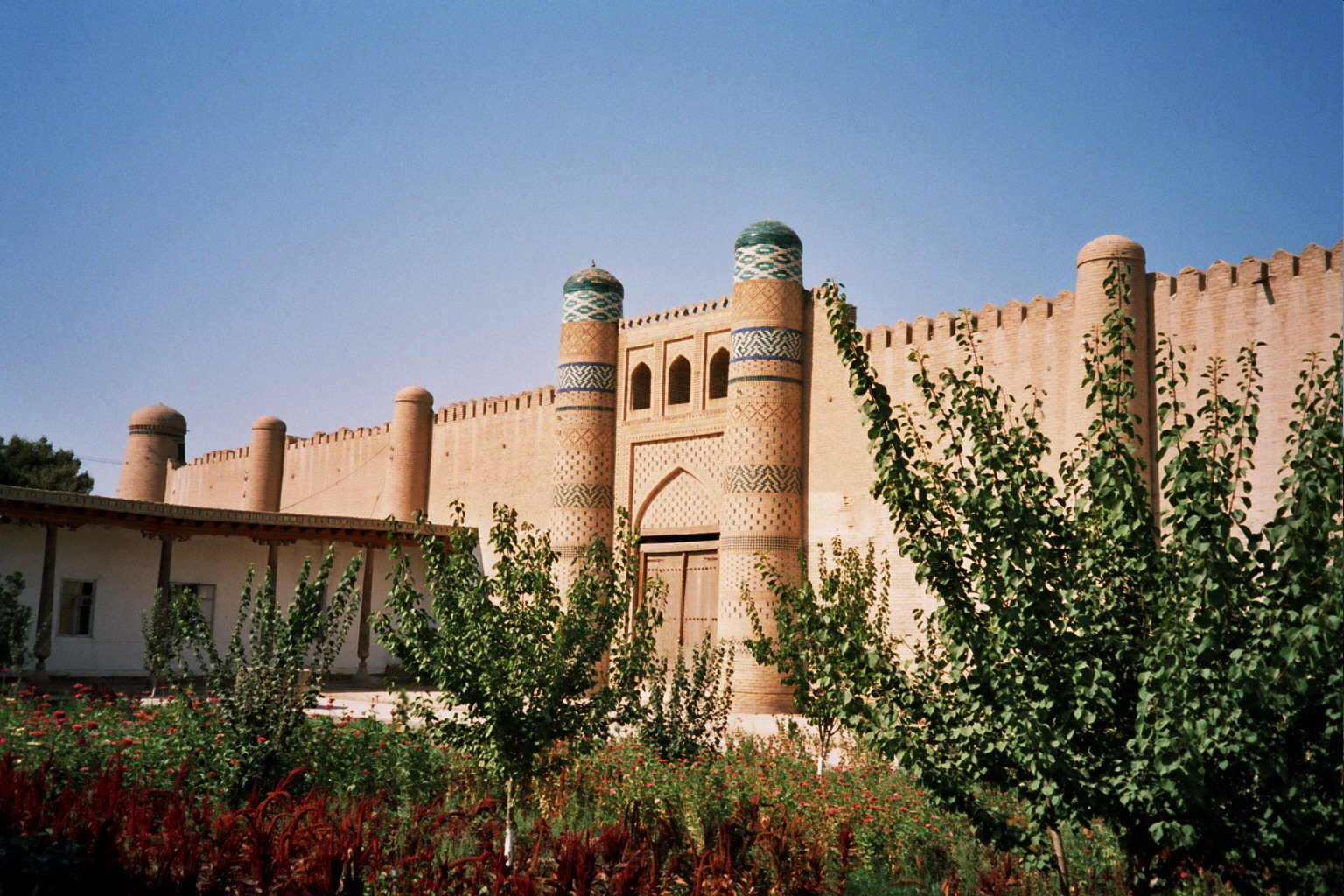
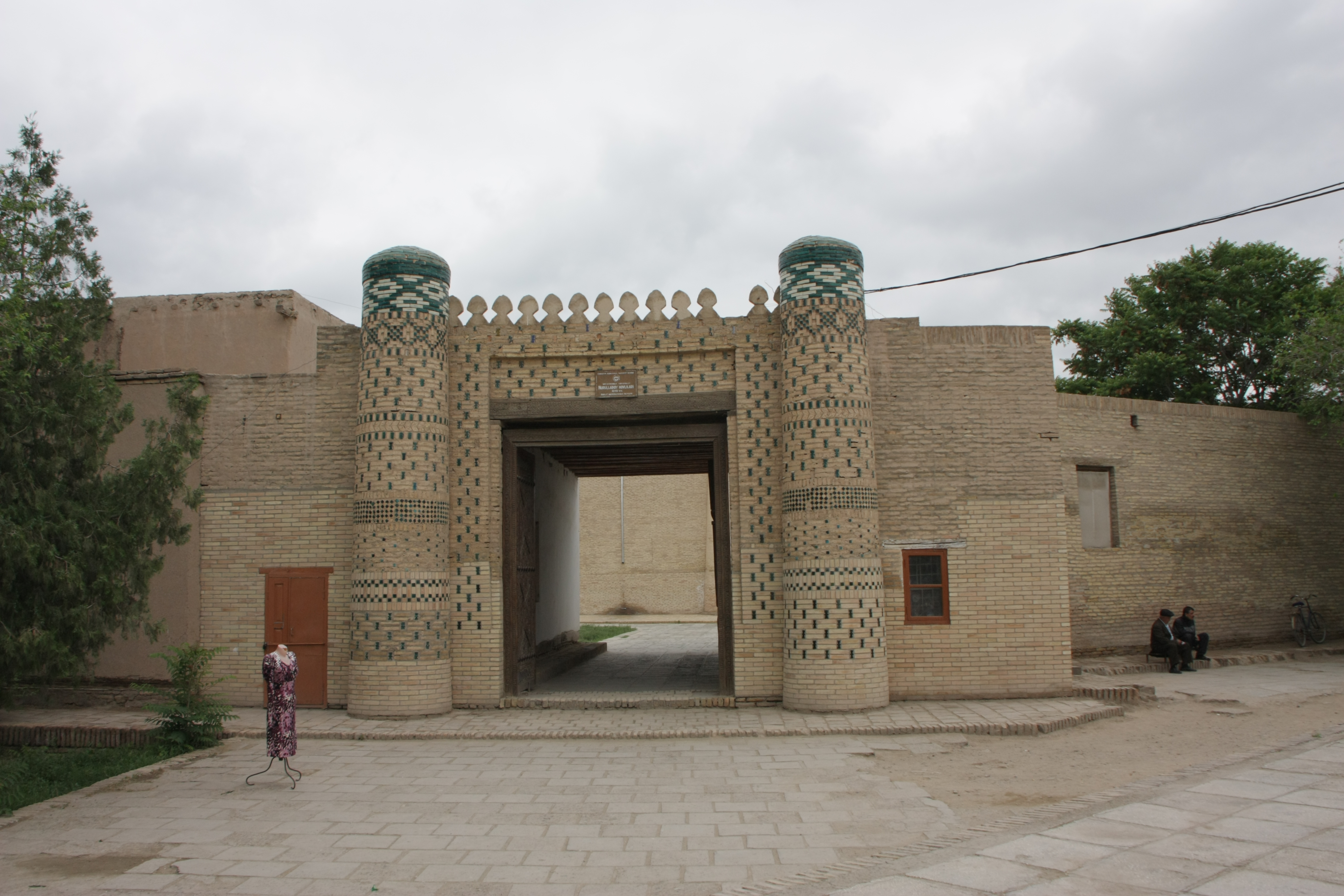
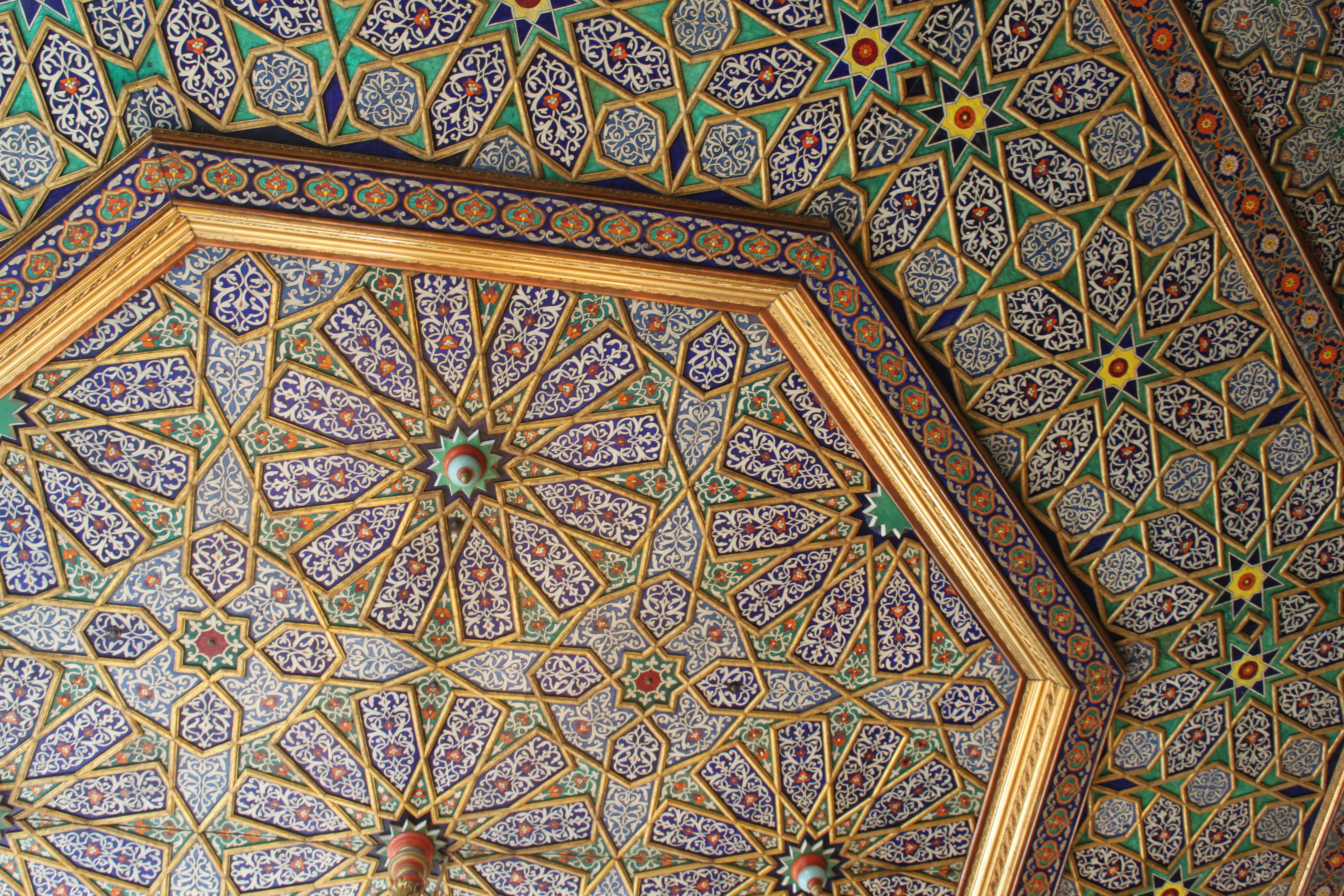